# Wahb ibn 'Abd Manaf
arabe : وَهْب بِن عَبْدُ مَنَاف
Wahb ibn 'Abd Manaf (arabe : وَهْب بِن عَبْدُ مَنَاف) ibn Zuhrah ibn Kilab ibn Murrah était le chef du clan Banu Zuhrah et le père d'Amina bint Wahb. Il est également le grand-père du prophète de l'islam Mahomet.

## Famille
Le grand-père de Wahb ibn 'Abd Manaf était Zuhrah ibn Kilab, le fondateur du clan Banu Zuhrah de la tribu des Quraych de La Mecque. Sa mère est Qaylah (Hind) bint Wajz Ibn Ghalib du clan Banu Khuza'a. Son frère est Wuhayb ibn 'Abd Manaf.
Wahb a été marié à Kibara bint 'Abd al-'Uzza du clan Banu Abd ad-Dar de la tribu des Quraych. Sa femme, Kibara, était l'arrière-petite-fille de Qusayy. Son autre femme était Rughaybah bint Zurarah ibn Addas, l'une des femmes influentes de Yathrib (Médine). Son fils, Abdu Yaghuth, était lui-même un chef notable.

## Postérité
À la mort de Wahb, et peut-être aussi à celle de son épouse Kibara (il n'y a aucune mention postérieure de cette dernière), Ayyilah prend les filles de Barrah, Halah et Amina sous sa protection. La seconde femme de Wahb, Rughaybah, choisi de ne pas accepter la proposition du frère de son mari, mais, à la place, épouse Qays ibn Amr du Banu Adiy ibn Najjar, retourne à Yathrib, et donne naissance à Salmah (Umm Mundhir) et à Salit. Ayyilah a également eu une fille de son propre couple, également nommée Halah.
Vers 570, Abd al-Muttalib, grand-père du prophète Mahomet, demande la main d'Amina, l'une des filles de Wahb, pour son fils `Abdullah, père du prophète Mahomet. Il demande également la main de son autre fille pour lui-même, Halah, la sœur d'Amina, malgré ses 70 ans. L'âge d'Halah n'est pas connu, mais Amina avait environ 15 ans lorsqu'elle épouse Abdullah. Les deux filles donnent leur consentement et les deux mariages sont organisés en même temps.